# Hynobius turkestanicus
Hynobius turkestanicus (tên tiếng Anh: Turkestanian Salamander) là một loài kỳ giông thuộc họ Hynobiidae.
Loài này có ở có thể cả Kyrgyzstan, có thể cả Tajikistan, và có thể cả Uzbekistan.